# Шаринган (Наруто)
Шаринган в аниме и манга сериите е очна техника (доуджутсу), която обикновено се проявява в членовете на клана Учиха. Шаринганът не се появява веднага след раждането на човек. Вместо това, той обикновено се появява, когато човек изпита силно чуство, като загуба на близък роднина. След тази първа поява на Шарингана, потребителят му може да го използва, когато пожелае. За силата на Шарингана се съди по броя на ирисите в окото, като максимумът е три ириса. Героите, които притежават Шаринган, са Сасуке Учиха, Итачи Учиха, Какаши Хатаке, Тоби, Шисуи Учиха, Фугаку Учиха (баща на Итачи и Саске|Сасуке Учиха), Мадара Учиха, Изуна Учиха и Данзо Шимура, който по-късно става временно шестият хокаге.
Първата и най-добре известна способност на Шарингана е да запаметява всяка техника, на която стане свидетел. Може да запамети всяка стандартна форма на джутсу с невероятна точност, като позволява на потребителя си да използва след това тази техника. Изключение правят така наречените Кеке-Генкаи, които се предават наследствено в различните кланове. И за да възпроизведе копираната техника обаче човек трябва да има необходимите умения и качества, за да я изпълни.
Втората способност на Шарингана е да дарява потребителя с невероятна яснота на възприятията, позволяваща му с лекота да проследява бързо движещи се обекти и дори да предвижда движенията им. Способността да проследяваш и предвиждаш движения до голяма степен зависи от умението на отделния човек, като неспособният потребител много по-трудно проследява бързо движещи се обекти. Напълно развит Шаринган може да вижда движенията дори и на най-бързия противник, но това не значи, че потребителят е способен да им противодейства. Това възприятие също позволява на човек да вижда през генджутсу и да следи движението и прилива на чакра, но не със същата яснота, както Бякогана.
Третата способност на Шарингана е уникална форма на хипноза, включваща внушаване на действия и мисли у противника. Обединено с другите две способности на Шарингана, това умение позволява на потребителя отлично да изимитира всяко движение на противника, дори преди него. По този начин се създава измамата, че потребителят може да вижда в бъдещето. Шаринганът може да прави и други видове хипноза, като създаване на илюзии за объркване на съперника.
Възможно е Шаринган-око да бъде присадено от един човек на друг, както се случва с Какаши и починалия му приятел Обито Учиха. Но присаденото око не функционира толкова добре в тяло на не-Учиха. Окото на Какаши е винаги активно, в резултат на което той се напряга много, когато го използва и му се налага да се възстановява известно време след битка. Какаши държи окото си закрито когато не го използва, за да избягва този страничен ефект. Членовете на клана Учиха не страдат от тази слабост. При активирането си, Шаринганът изразходва чакра, но тази загуба е толкова малка, че е почти незабележима. Итачи, например, няма проблем да държи Шарингана си активен почти постоянно.

## Мангекьо Шаринган
Мангекьо Шаринган е висша форма на Шаринган. Той е активиран първоначално от Мадара Учиха и Обито Учиха, който го използва, за да установи контрол над Деветоопашатата лисица-демон. През поколенията други Учиха се сдобиват със свой Мангекьо Шаринган, но единствените хора в историята на Наруто, които го притежават са Мадара, Изуна, Фугако (бащата на Итачи и Сасуке), Итачи, Сасуке Учиха, Какаши Хатаке и Обито Учиха, който дава шарингана си на какаши
За разлика от обикновения Шаринган, Мангекьо Шаринганът се различава у различните потребители, като при активиране той променя формата на ириса. Тези, които притежават Мангекьо Шаринган, страдат от постоянно намаляване на зрението, процес, който се засилва при честата му употреба и завършващ със слепота. Само вземайки очите на роднина потребителят може да възвърне зрението си. Полученият Мангекьо Шаринган приема комбинираната форма на предишните два и дарява човек с невероятна сила. Всеки Мангекьо Шаринган има различна способност, като общото между тях е, че след тренировки, потребител на такъв Шаринган може да създаде огромен аватар от чакра наречен Сусано|Сусаноо. 
Итачи казва на брат си, че единственият начин за сдобиване с Мангекьо Шаринган е като убиеш най-добрия си приятел. Въпреки че Итачи и много други Учиха правят това, за да получат техните версии на Мангекьо, Какаши успява да го активира при различни обстоятелства. В началото на сериите Какаши казва, че всичките му роднини и приятели са мъртви. Той развива свой Мангекьо Шаринган, когато убива своята приятелка Рин, но разбира, че го има по късно.

## Етернал Мангекьо Шаринган
Етернал Мангекьо Шаринганът се получава, когато потребител на Мангекьо Шаринган вземе очите на друг потребител на Мангекьо Шаринган и си ги присади. Когато човек го отключи, той получава способностите на присъдените очи. С този Шаринган потребителят е ограничен само от своята чакра, а симптоми като слепота и кървена изчезват (въпреки че ако се използва много чакра най-накрая очите кървят, но това е защото чакрата е на привършване). 